# Gerhard Ludwig Müller
Gerhard Ludwig Müller, född 31 december 1947 i Mainz, är en tysk kardinal. Han var mellan 2012 och 2017 prefekt för Troskongregationen. Han var biskop (ärkebiskop ad personam) av Regensburg från 2002 till 2012.

## Bilder

Kardinal Gerhard Ludwig Müllers diakonia
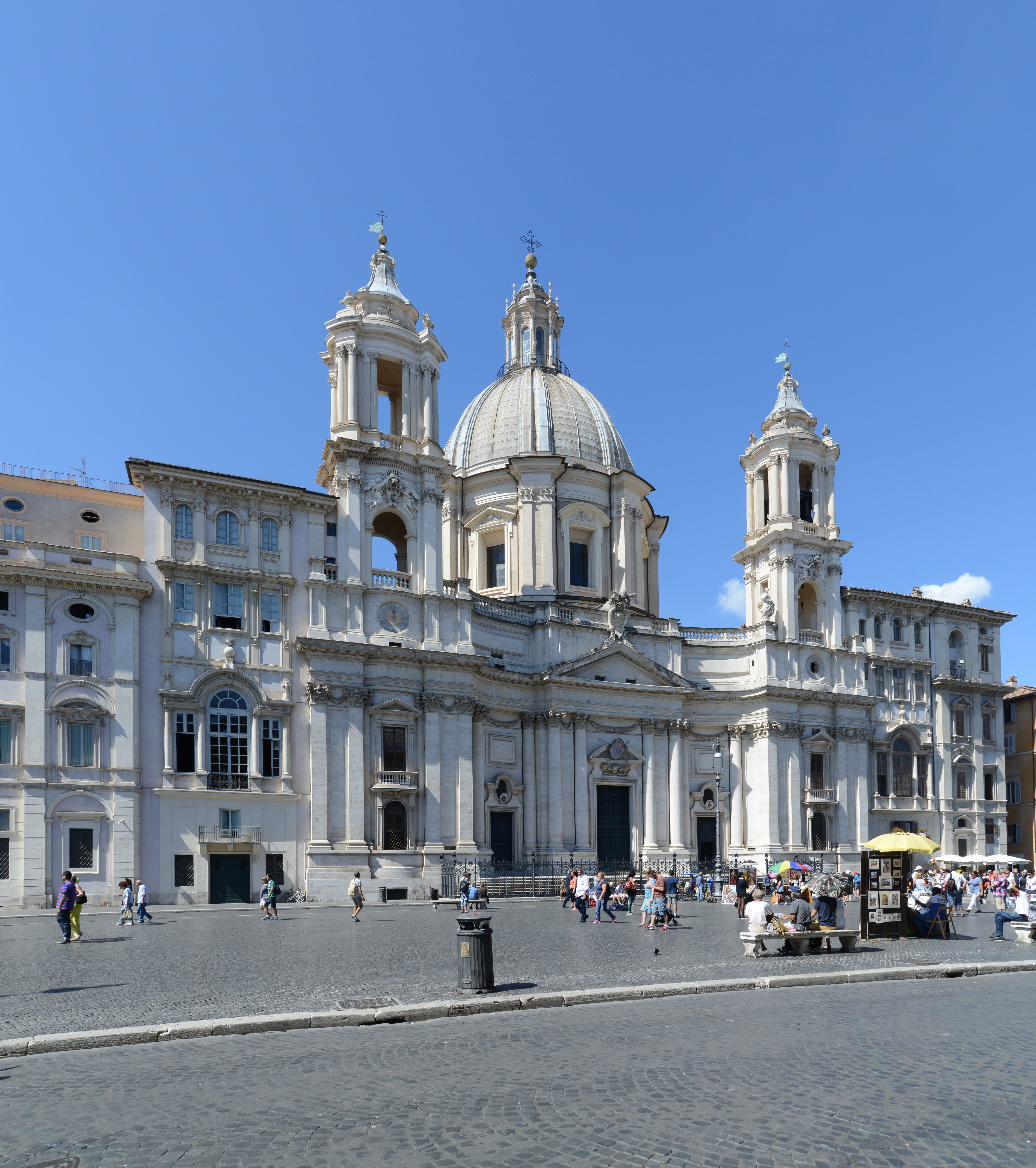
Sant'Agnese in Agone.